# ロンジュモー
ロンジュモー （Longjumeau）は、フランス、イル＝ド＝フランス地域圏、エソンヌ県のコミューン。

## 地理
エソンヌ県北部にあり、全体がパリ大都市圏に含まれる。自然区分上の地方はウルポワに属する。オルジュ川と合流する前のイヴェット川が形成する谷の東端にまちはある。フランス国道の起点であるノートルダム大聖堂から18マイル南西に位置する。
コミューン面積のほぼ75%が都市化されており、わずか28%が田園地帯である。中東部の広大な平野には110エーカーの農地があり、南東端をテンプリエの森12ヘクタールが占める。ロンジュモーは、パリからオルレアンを経由してトゥールーズへ向かう古い道路の途上にある。

## 交通
- 道路 - 国道20号線、A6
- 鉄道 - RER C線ロンジュモー駅、グラヴィニー-バリジー駅。
- 空路 - まちの北西7kmにオルリー空港がある

## 由来
ロンジュモーの名はラテン語のノヴィオ・マゴス（novio magos、新しい市場または新しい土地）に由来する。また別の説では、新たなハチミツ生産を特徴付ける名NoviomellumはのちにLonjumeauと進化し、1207年にはLongumelと書き記された。18世紀に作成されたカッシーニ地図ではLonjumeauと記され、gが消滅している。

## 歴史

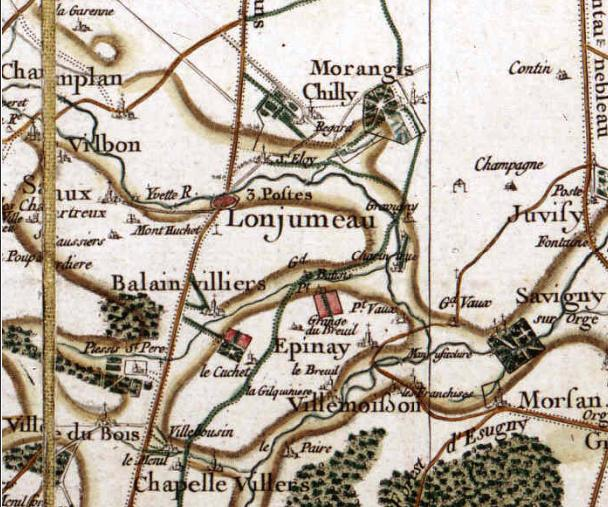
17世紀のカッシーニ地図に描かれたロンジュモー

まち中心部で発掘されたヴィッラ・ルスティカ跡の発掘物から、ガロ＝ローマ時代から人が定住していたことが証明されている。発掘物には紀元前1世紀のローマ硬貨が含まれていた。この場所はルテティアからセナブム（現在のオルレアン）へ至るローマ街道の途中にあった。4世紀頃からメロヴィング朝が存在したことが、1970年に石棺とネクロポリスが発見されたことで証明された。しかし、ロンジュモーの土地が最初に記されたのは12世紀、Nogemelとしてであった。当時のロンジュモーは、ルイ6世時代に拡大されたフランス王領の一部だった。
9世紀からのヴァイキング侵攻は、まちの防衛を強化するのに有効であった。フランス王国の道路の防衛強化は、貿易の拡大を許した。ロンジュモーは、パリへ向かう旅行者にとっての最後の馬車宿（fr、旅行者に新しい馬を提供した）となった。そこでは御者も配備されていた。この御者は、1836年にアドルフ・アダン作の戯曲でオペラ＝コミック座で上演された『ロンジュモーの御者』で取り上げられ有名になった。13世紀にはロンジュモーの教区が認定されていた。
1211年、その後1226年、Longemelの教区がサン＝モール修道院の特許状台帳に記載された。1359年、サン＝ドニ修道院の年代記にロンジュモーのハンセン病療養所が引用されている。1250年代からサン＝マルタン教会建設が始められた。最初の領主はドルー伯、そして次はラ・マルシュ伯であった。1234年、ドルー伯ジャンはサンテロワ小修道院を創設した（ドルー伯はブルターニュ公を兼ねたが、ルイ9世時代以前、ドルー伯が修道院を建てた領域はブルターニュ公国に属していなかった）。フィリップ4世時代、ロンジュモーは王領へ戻された。
百年戦争中、エドワード3世の兵士たちは教会を焼き、何百人もの住民たちを焼死させた。
1562年、ロンジュモーに新教徒が存在したため、ユグノー軍の略奪から逃れることができた。1568年3月、第二次ユグノー戦争を終結させたロンジュモーの和議が締結されている。アントワーヌ・コワフィエ＝リュゼ元帥（ルイ13世の寵臣サン＝マール侯爵アンリ・コワフィエ・ド・リュゼの父）が1624年にロンジュモーを購入した。1661年、元帥の長子であるシリー侯爵・ロンジュモー伯爵アルマンはジュール・マザラン枢機卿の姪オルタンス・マンチーニと結婚し、このことによってマザラン公爵位を授与された。以後、荘園をマザラン公爵家が所有した。1771年、マザラン公爵の爵位保有者であったルイーズ・ドーモンがモナコのオノレ4世と結婚したため、最後のロンジュモー領主はグリマルディ家であった。
フランス革命時代の1790年、ロンジュモーは新設された郡の郡庁所在地となった。
1883年、グランド・サンチュール路線が開通し、ヴェルサイユとジュヴィシー＝シュル＝オルジュのトリアージから利用できる駅がロンジュモーに生まれた。1893年、アルパジョネ鉄道路線と接続され、ロンジュモーとパリ市場が直接つながることとなった。1908年、ロンジュモーの人口は増え続けており、新たな郵便局庁舎が建てられることとなった。1909年、アルパジョネ鉄道の史上最悪の鉄道事故がロンジュモーで発生し、12人が死亡、40人が負傷した。1911年5月から8月、亡命していたレーニンはロンジュモーに住んでいた。
1954年、ロンジュモー中心部を避け建設されていた国道20号線が完成した。1960年、コミューン北東部を通るA6が完成した。1960年代は戦後の経済成長期であり、アルジェリア独立によるフランス人大量帰国と重なって、コミューン南部には多くの集合住宅郡が建設された。

## 人口統計
| 1962年 | 1968年 | 1975年 | 1982年 | 1990年 | 1999年 | 2006年 |
| ------ | ------ | ------ | ------ | ------ | ------ | ------ |
| 5,522  | 12,929 | 18,170 | 18,370 | 19,864 | 19,978 | 21,048 |

参照元:Insee,,

## 政治傾向
集合住宅で暮らす庶民が目立ち伝統的に左派傾向であるにもかかわらず、過去にロンジュモーで行われた選挙結果から、右派傾向が見られ、地方選挙でも左派系への投票が減少象傾向にある。2002年フランス大統領選挙において過半数を獲得したのはジャック・シラクであり、2007年フランス大統領選挙でトップとなったのはニコラ・サルコジであった。

## 出身者
- マルク・ラヴォワーヌ - 歌手、俳優
- ジェレミー・メネス - サッカー選手
- バンジャマン・メンディ - サッカー選手
- タンギ・エンドンベレ - サッカー選手
- サンドリーヌ・ベリエ - 政治家
- ケニー・エリソンド - 自転車競技選手
- ニコラ・シャルル・セランジュ - 医師

## 姉妹都市
- バンバ、マリ共和国
- ブレッテン、ドイツ
- コンデイシャ・ア・ノヴァ、ポルトガル
- ポンティプール、イギリス